# Nahirne (Podilsk)
Nahirne (ukrainisch Нагірне; russisch Нагорное Nagornoje; früherer deutscher Name „Marienberg“) ist ein Dorf im Süden der Ukraine mit 165 Einwohnern (2001).
Am 10. Februar 2018 wurde das Dorf ein Teil der Siedlungsgemeinde Okny; bis dahin gehörte es zur Landratsgemeinde Antoniwka (Антонівська сільська рада/Antoniwska silska rada) im Nordosten des Rajons Okny.
Seit dem 17. Juli 2020 ist es ein Teil des Rajons Podilsk.

## Geschichte
Nahirne wurde 1861 als Marienberg von deutschen Kolonisten gegründet. Die lutherische Tochterkolonie gehörte zusammen mit den Kolonien Glückstal (heute Hlinaia), Bergdorf, Kassel und Neudorf sowie den Tochterkolonien Klein Neudorf, Klein Bergdorf, Sophiental, Neu Glückstal und anderen zum Glücktaler Kolonistenbezirk.
Mit dem Beginn des Baus der Eisenbahnstrecke Odessa-Balta in den Jahren 1862–1865 stieg die Einwohnerzahl der Kolonie an. 1887 wohnten in Marienberg 164 Männer und 176 Frauen. Die Bürgerkriege von 1917–1921 verwandelten die Region Okny in einen Schauplatz ständiger militärischen Schlachten. 1928 wurde die erste Kollektivfarm gegründet.
Im Zuge der Umsiedlungsaktionen im März 1944 wurden deutsche Familien aus Marienberg nach Wartheland administrativ umgesiedelt und dort eingebürgert. 1945 wurden die meisten Marienberger in die Republik Komi deportiert und als Vaterlandsverräter im Dorf Lemty im Bezirk Troitsko-Petschora in eine Sondersiedlung eingetragen.
Am 1. Februar 1945 wurde Marienberg in Nahirne umbenannt. Zusammen mit den Dörfern Antoniwka und Wolodymyriwka war Nahirne von 1954 bis 1989 Teil der Kolchose „Weg zum Kommunismus“.

## Bevölkerungsentwicklung
| Jahr | Einwohner |
| ---- | --------- |
| 1897 | 357       |
| 1904 | 325       |
| 1911 | 328       |
| 1914 | 325       |
| 1919 | 325       |
| 2001 | 165       |

Anmerkung: Volkszählungsdaten